# George McCartney
George McCartney (Belfast, 29 aprile 1981) è un ex calciatore nordirlandese, di ruolo difensore.